# تشاه ضيائي (غناباد)
تشاة ضيائي (بالفارسية: چاه ضیائی) هي قرية تقع في خراسان رضوي في إيران.